# 渡辺錠太郎
渡辺 錠太郎（わたなべ じょうたろう、1874年（明治7年）4月16日 - 1936年（昭和11年）2月26日）は、日本の陸軍軍人。陸士8期・陸大17期首席。最終階級は陸軍大将。位階勲等は 従二位勲一等功五級。

## 経歴
1874年（明治7年）、愛知県小牧町（現・小牧市）に生まれる。煙草商である和田武右衛門の長男であったが、19歳の時に、同県岩倉町（現・岩倉市）の母親の実家である農業・渡辺庄兵衛の養子となった。貧窮のために小学校を中退せざるを得なかった。満20歳となった1894年（明治27年）4月に徴兵検査を受けて甲種合格し、同年8月、陸軍士官学校の召募試験に合格し、陸士8期を卒業して陸軍歩兵将校となった。
1903年（明治36年）、陸軍大学校17期を首席で卒業した。歩兵第36連隊中隊長として日露戦争（1904年 - 1905年）に出征して戦傷を負ったが、その後は参謀本部での勤務、海外での勤務が多く、最小限の隊付勤務（渡辺は連隊長を経験していない）で将官となり、陸軍大将に親任された。大将になった後の昭和6年9月に日本青年館で講演を行い、第一次世界大戦後ドイツに滞在した1年間で見聞きした戦争の悲惨さについても筆舌に尽くしがたいと述べつつ伝えるべく試みている。
1936年（昭和11年）、教育総監 兼 軍事参議官に在職中に二・二六事件が起き、自邸を襲撃した反乱軍に殺害された。61歳没。

## 教育総監就任と二・二六事件

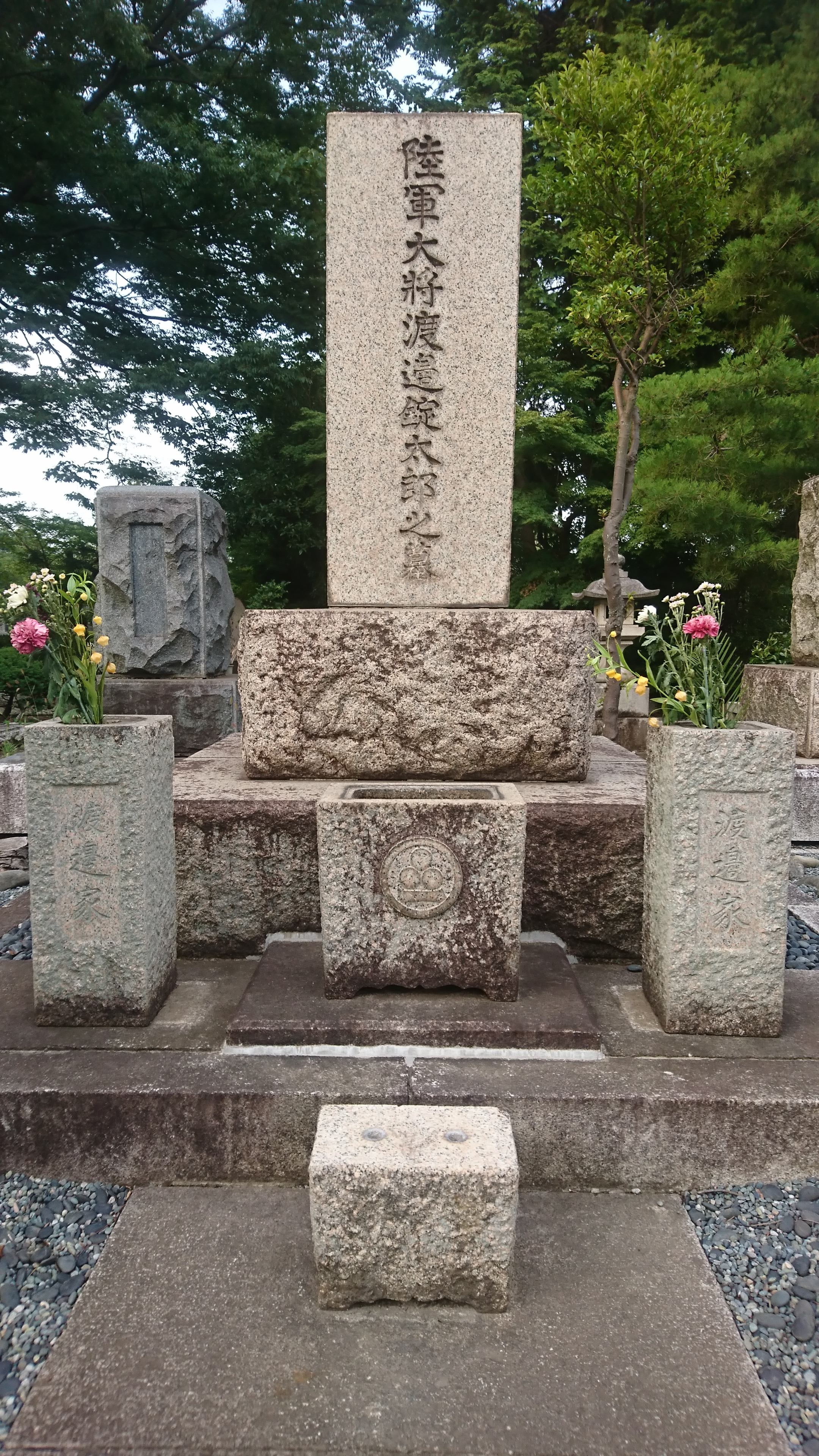
多磨霊園にある渡辺の墓

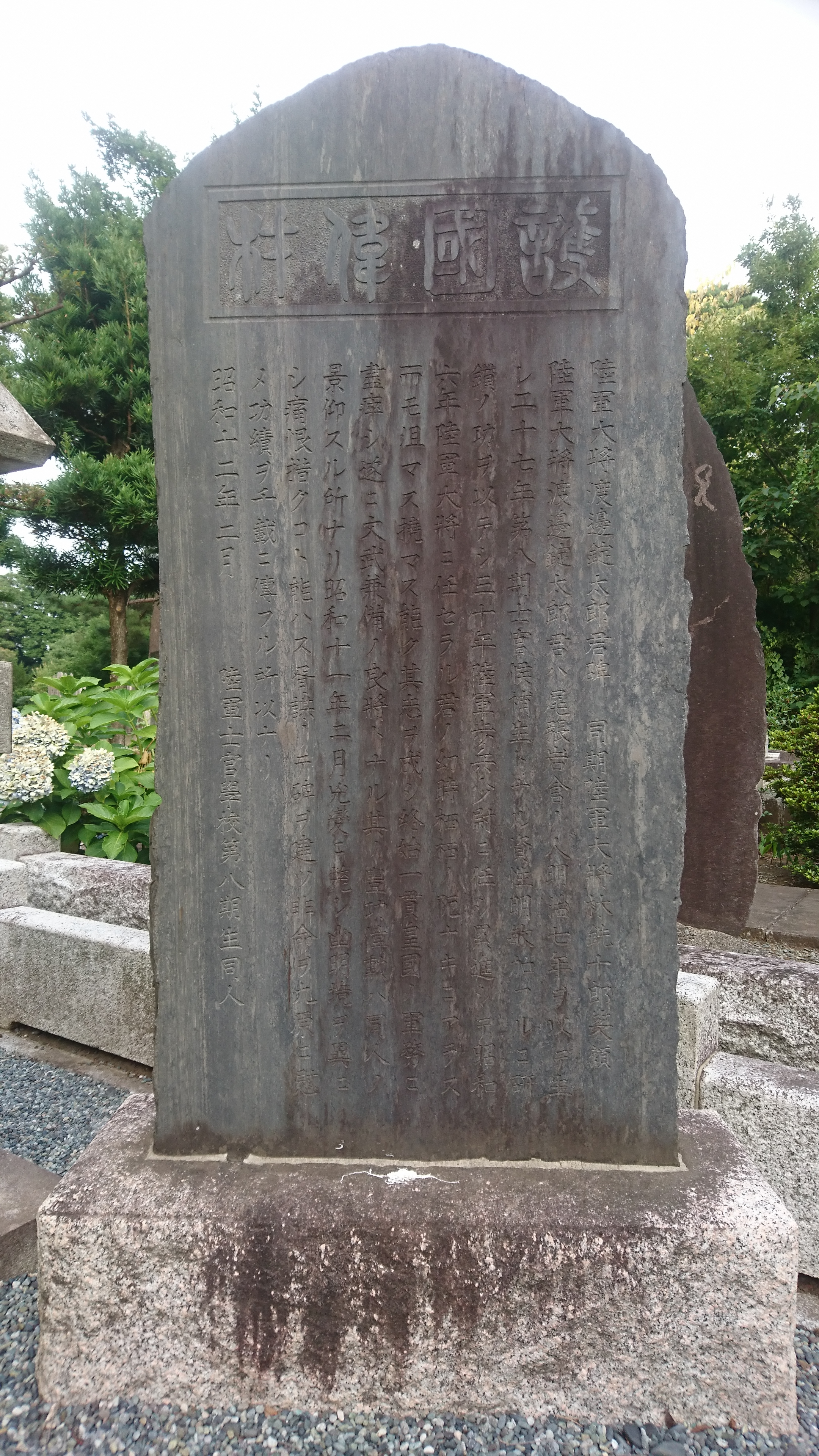
多磨霊園の墓の入口にある顕彰碑

1930年代前半、陸軍では皇道派が実権を握っていたが、その中心人物であった荒木貞夫陸相は昭和維新の断行を求める青年将校の突き上げに応じなかったため急速にその名望を失い、1934年に病気を理由として陸相を辞任した。
陸相の後任には荒木や真崎甚三郎と親しくしていた林銑十郎が就任し真崎は教育総監に回った。林は荒木、真崎らの党派的行動に嫌気がさしており、陸相就任後は皇道派を制する側に回った。
翌年7月に真崎が教育総監を更迭されその後任として渡辺が選ばれた。
人事後の7月18日に行われた軍事参議官会議において、退任に納得のいかない真崎と荒木は林陸相と対峙した。永田鉄山軍務局長を黒幕であると見ていた真崎は、永田が三月事件の際に執筆したクーデター計画書を持ち出した。
渡辺からこれは私文書なのかそれとも機密書類なのかと尋ねられた荒木が機密文書であると述べたところ、渡辺は、機密文書を一参議官にすぎない真崎がなぜ所持しているのか、この場でそれを持ち出すのは永田を陥れようとする策略ではないのかと真崎、荒木を厳しく追及した。
渡辺は給料の大半を丸善書店の支払いに充るなどリベラル派の教養人であり、教育総監就任後に第3師団の将校たちに対して真崎による国体明徴訓示を批判した。
軍事参議官会議におけるやり取りは真崎によって青年将校に漏らされ、さらに国体明徴声明への批判は天皇機関説の擁護と捉えられいずれも青年将校の憤激を買った。荒木はこれらが渡辺が襲撃目標となった原因であると述べている。
1936年2月26日に皇道派青年将校により二・二六事件が発生した。
斎藤実内大臣を私邸において襲撃、殺害した坂井直中尉、高橋太郎少尉、安田優少尉率いる兵150の部隊から安田少尉、高橋少尉が兵30を率いて杉並区上荻窪の渡辺教育総監私邸を午前六時頃に襲撃し、表門から入り玄関前に機関銃を据えてこれを乱射、裏庭から室内に侵入して廊下から寝室に向け機関銃を発射、さらに銃剣で殺害した。
殺されることを覚悟した渡辺は、傍にいた次女の和子を近くの物陰に隠し、拳銃で反乱軍を迎え撃った。布団を楯にして応戦したとの記録もあるが、和子の証言によると、最期を迎えた時の渡辺は銃弾を避けるために畳の上に体を伏せ、拳銃を構えていたという。同じく和子の証言によると、機関銃弾を受けた渡辺の脚は骨が剥き出しとなり、肉が壁一面に飛び散っていたという。
磯部浅一は渡辺が殺害目標に選ばれたことについて、「渡辺は同志将校を断圧（ママ）したばかりでなく　三長官の一人として　吾人の行動に反対して断圧しそうな人物の筆頭だ、天皇機関説の軍部に於ける本尊だ」と獄中で『行動記』に記している。安田優少尉は、本来渡辺を殺害する意図は無く、陸軍大臣官邸まで連行するのが目的であったと供述している。
渡辺邸には警護のため牛込憲兵分隊から派遣された憲兵伍長と憲兵上等兵が常駐していたが、襲撃前に電話を受けて2階に上がったままで渡辺に警告することも護衛することもなく、不審な行動だったと和子は疑問を抱いている。和子と殺害犯の安田少尉の弟・安田善三郎とは和子が亡くなるまで交流があった。
渡辺の位階勲等は正三位勲一等功五級であったが、死去の後に位階を一等追陞されて従二位に叙され、旭日桐花大綬章が授与された。
和子によると、母・すずは、父・錠太郎が二・二六事件で亡くならなかったとしても、第二次世界大戦で帝国陸軍の重要な立場となり、軍事法廷で処刑される可能性があったと考えていたという。
東京都の多磨霊園に墓碑・顕彰碑がある。地元である愛知県には、岩倉市の正起寺に墓があり、生家の菩提寺である小牧市の西林寺に銅像がある。

## 渡辺邸のその後
渡辺邸の設計者は、陸軍技官の柳井平八であり、建築の名手として知られた。建設は藤木工務店。二・二六事件の惨劇の舞台となった渡辺邸（東京都杉並区上荻二丁目）であるが、戦災に遭わず、21世紀に至るまで現存していた。2008年2月、老朽化が著しかったため取り壊された。杉並区は渡辺邸の一部（建具など）を保管しており、渡辺邸の図面を元にして復元模型を作成する予定である。

## 人物
- 軍事史家の横山恵一と原剛は、小学校中退のみの学歴で大将に親任されたのは渡辺が唯一の例であろう、と述べている[4]。
- 生前の渡辺は、愛知県に帰省すると小学校で講話をするのが常であった[1]。貧家から身を起こし、陸軍大将・教育総監に栄進した立志伝中の人物として地元の青少年に大きな影響を与え、「渡安会」という団体が結成される程であった[1]。

## 家族
- 子：渡辺恭二（陸士57期、陸軍中尉）[3]
- 次女：渡辺和子（カトリック修道女、ノートルダム清心学園理事長）[3]
- 弟：和田庫吉（陸士20期、陸軍歩兵少佐）[3]

## 年譜
| 1894年4月        | 徴兵検査を受け、甲種合格。                                                           |
| 1894年8月        | 陸軍士官学校の召募試験に合格。                                                       |
| 1894年12月       | 士官候補生、歩兵第19連隊付。                                                         |
| 1895年7月        | 陸軍士官学校入校（8期）。                                                            |
| 1896年11月       | 陸軍士官学校卒業。                                                                   |
| 1897年6月        | 陸軍歩兵少尉に任官、歩兵第19連隊付。                                                 |
| 1899年11月       | 陸軍歩兵中尉に進級。                                                                 |
| 1900年12月       | 陸軍大学校入校（17期）                                                               |
| 1903年12月       | 陸軍大学校卒業（首席）、陸軍歩兵大尉に進級、歩兵第36連隊中隊長。                     |
| 1904年7月より9月 | 日露戦争に出征、負傷。                                                               |
| 1904年10月       | 大本営参謀。                                                                         |
| 1905年9月        | 兼 山縣有朋元帥付副官。                                                              |
| 1906年           | 清国出張。                                                                           |
| 1907年           | ドイツ駐在。                                                                         |
| 1908年12月       | 陸軍歩兵少佐に進級。                                                                 |
| 1909年5月        | ドイツ大使館付武官補佐官。                                                           |
| 1910年6月        | 参謀本部部員。                                                                       |
| 1910年11月       | 兼 山縣有朋元帥付副官。                                                              |
| 1913年1月        | 陸軍歩兵中佐に進級。                                                                 |
| 1915年2月        | 歩兵第3連隊付。                                                                      |
| 1916年5月        | 参謀本部外国戦史課長。                                                               |
| 1916年7月        | 陸軍歩兵大佐に進級。                                                                 |
| 1917年10月       | オランダ公使館付武官。                                                               |
| 1919年10月       | 参謀本部付（欧州駐在）。                                                             |
| 1920年8月        | 陸軍少将に進級、歩兵第29旅団長。                                                     |
| 1922年9月        | 参謀本部第4部長。                                                                    |
| 1925年5月        | 陸軍中将に進級、陸軍大学校長。                                                       |
| 1926年3月        | 第7師団長に親補される。                                                              |
| 1929年3月        | 陸軍航空本部長。                                                                     |
| 1930年6月        | 台湾軍司令官に親補される。                                                           |
| 1931年8月        | 陸軍大将に親任される。軍事参議官に親補され、陸軍航空本部長（再任）を兼ねる。         |
| 1935年7月        | 更迭された真崎甚三郎大将の後任として教育総監に親補され、引き続き軍事参議官を兼ねる。 |
| 1936年2月26日    | 二・二六事件。杉並区上荻窪の自邸を襲撃した反乱軍に殺害される。61歳没。               |

## 栄典
位階
- 1897年（明治30年）10月15日 - 正八位[19]
- 1899年（明治32年）12月26日 - 従七位[20]
- 1916年（大正5年）8月10日 - 従五位[21]
- 1920年（大正9年）9月10日 - 正五位[22]
- 1927年（昭和2年）7月1日 - 正四位[23]
- 1927年（昭和2年）7月1日 - 従三位[24]
- 1933年（昭和8年）8月1日 - 正三位[25]
- 1936年（昭和11年）3月1日 - 従二位[14]

勲章
- 功五級金鵄勲章[14][26]
- 勲一等[14][26]
  - 1934年（昭和9年）2月7日 - 加授 旭日大綬章[26]
  - 1936年（昭和11年）2月26日 - 加授 旭日桐花大綬章[14]